# Monti Tuora Sis
I monti Tuora-Sis (in russo хребет Туора Сис?) sono una catena montuosa della Siberia Orientale che fa parte del sistema montuoso dei Monti di Verchojansk. Si trovano nella Sacha (Jacuzia), in Russia.

## Geografia
I  Tuora-Sis si allungano per circa 100 km in direzione nord-sud a est del fiume Lena, tra quest'ultimo e il suo affluente Këngdëj che li separa dai monti Charaulachskij. Sono delimitati a sud da un altro affluente minore della Lena, il Čubukulach. Si trovano a nord rispetto alla catena principale dei monti di Verchojansk. L'altezza maggiore della catena è il monte Sukujdach-Chajata (994 m).